# Jean-Georges Eck
Pour les articles homonymes, voir Eck.
Jean-Georges Eck, né à Franconville le 24 mai 1795 et mort à Paris le 15 novembre 1863, est un fondeur d'art français.

## Biographie
Jean-Georges Eck est l'un des cofondateurs en 1839 avec Pierre Durand (1794-1880) de la Maison Eck et Durand, célèbre fonderie d'art française de la première moitié du XIXe siècle.
En 1852, il est nommé chevalier de la Légion d'honneur. 
Jean-Georges Eck meurt en 1863 et est inhumé à Paris au cimetière du Père-Lachaise (69e division),.

Bronzes réalisés par la fonderie Eck et Durand
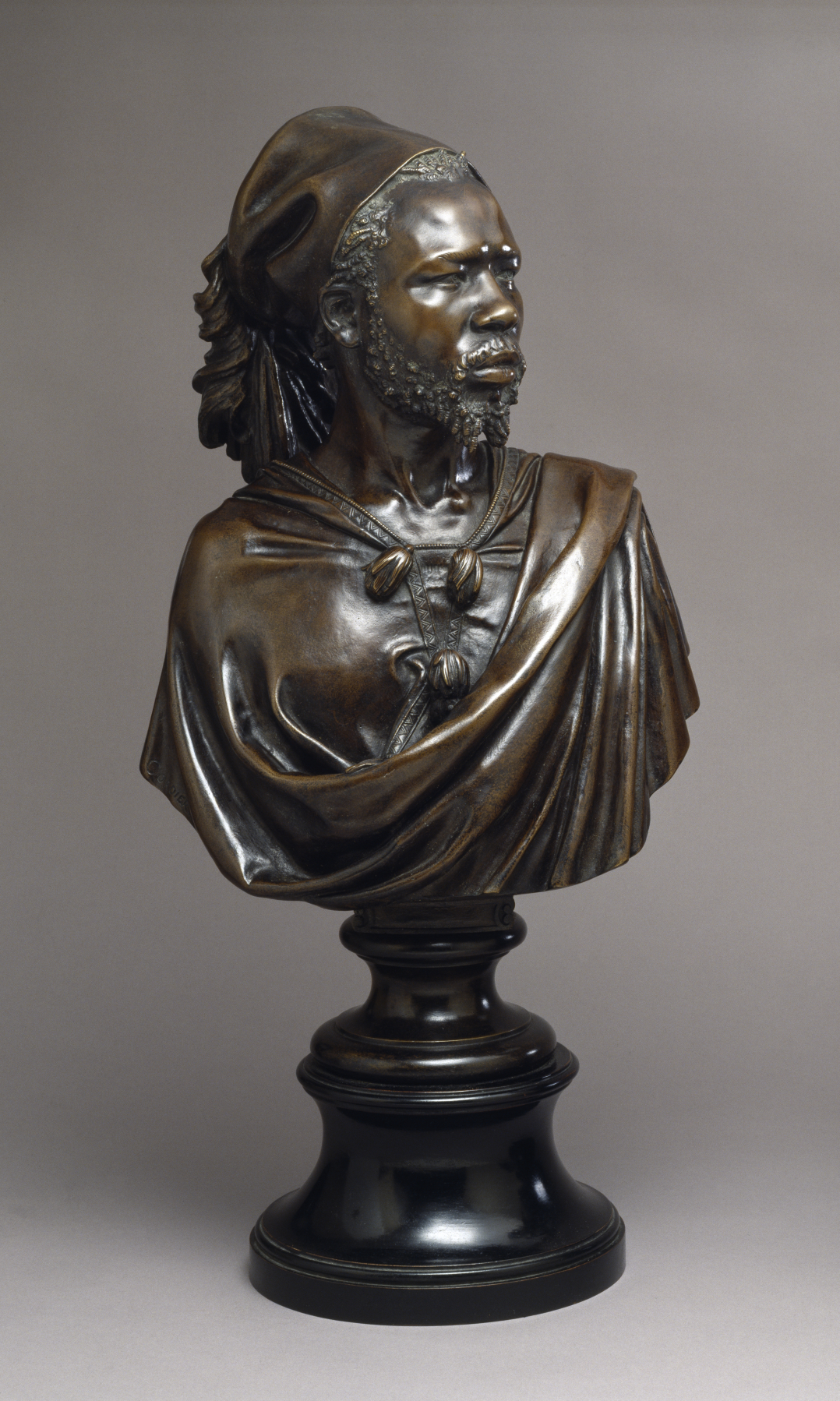
Charles Henri Joseph Cordier, Saïd Abdullah, de la tribu de Mayac, royaume de Darfour (1848), Baltimore, Walters Art Museum.
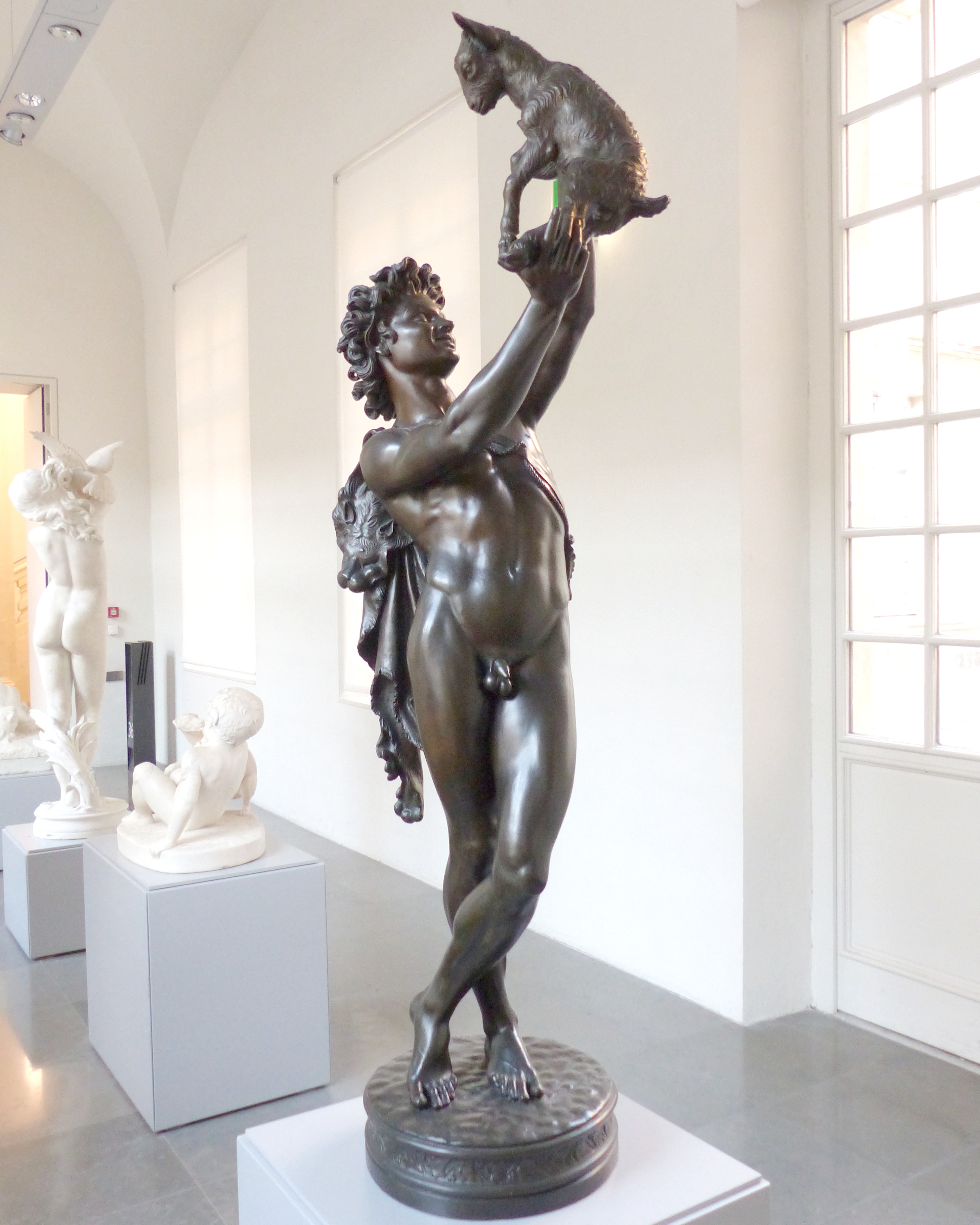
Charles Gumery, Faune jouant avec un chevreau (1854), Montpellier, musée Fabre.
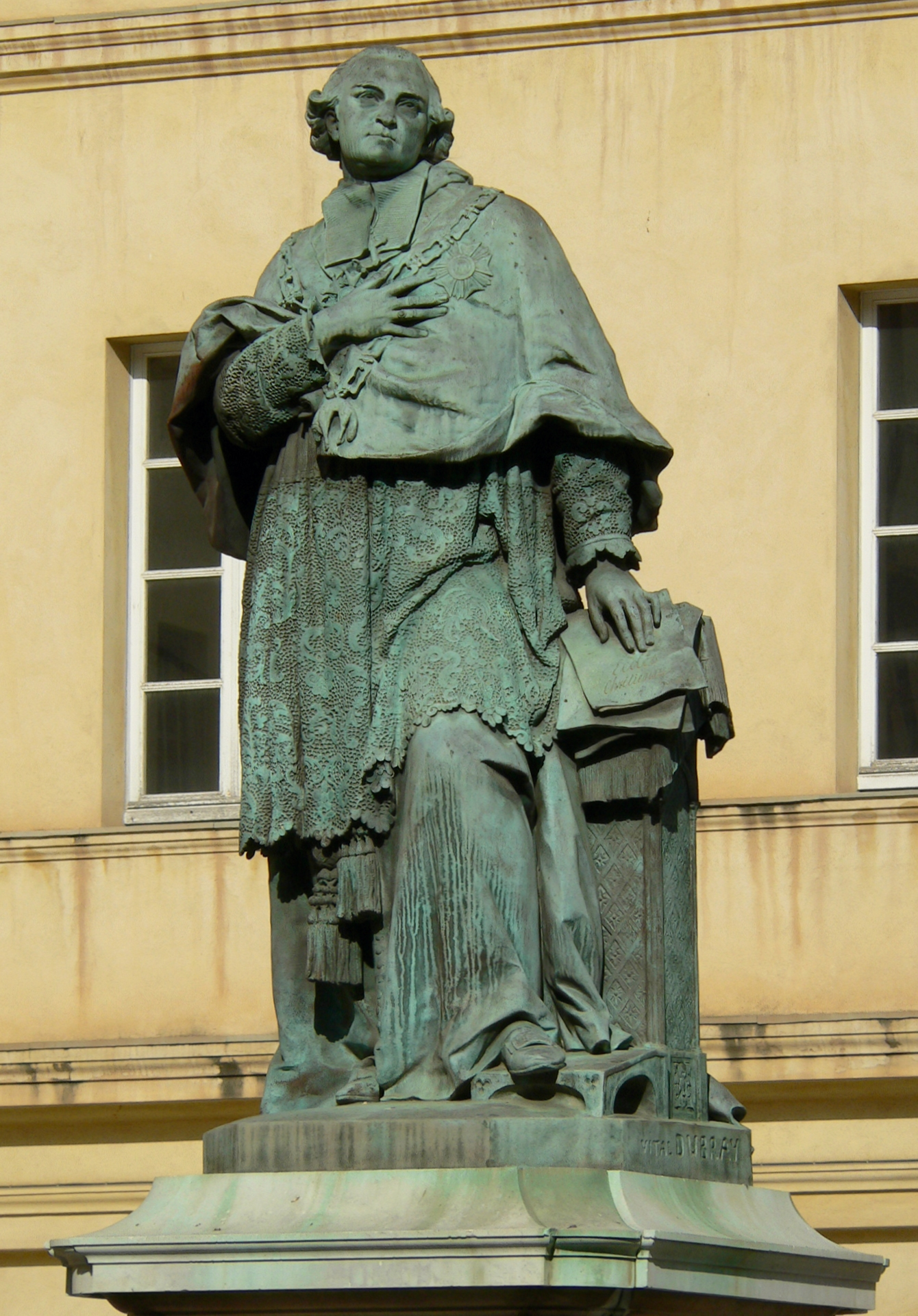
Vital-Dubray, Monument au cardinal Joseph Fesch (1856), Ajaccio, cour du Palais Fesch.